# Kaisergebirge
Kaisergebirge neboli Císařské hory jsou pohoří ležící ve Východních Alpách ve spolkové zemi Tyrolsko v Rakousku. Pohoří se skládá ze dvou hlavních celků – Wilder Kaiser (Divoký císař) a Zahmer Kaiser (Krotký císař). Při pohledu z jihu se jeví jako obrovský vápencový val plný věží, stěn a roklí. Je to horolezecky nejnavštěvovanější oblast v Rakousku. Na své si zde přijdou i vyznavači via ferrat.

## Poloha
Na severu tvoří hranici údolí Walchsee, na západě tok řeky Inn. Jižním ohraníčením masivu je potok Reither Ache a na východě dělí Kaisergebirge od sousedních Chiemgauských Alp potok Grosser Ache.

## Geografie
Kaisergebirge se dělí na dvě části. Divoké vápencové skály masivu Wilder Kaiser a převážně klečemi porostlý Zahmer Kaiser. Obě části jsou spojeny sedlem Stripsenjoch (1 580 m n. m.). Odděleny jsou na západě údolím Kaisertal a na východě dolinou Kaiserbachtal. Délka pohoří je zhruba 20 km a šířka 15 km. Celková rozloha činí kolem 350 km². Zahmer Kaiser přesahuje jen sotva 2 000metrovou hranici (Vordere Kesselschneid, 2 002 m n. m.) a je z velké části zalesněný, s vrcholovými partiemi porostlými klečí. Nejvyšší vrchol atraktivnějšího a navštěvovanějšího masivu Wilder Kaiser je Ellmauer Halt (2 344 m n. m.), který je zároveň nejvyšším vrcholem pohoří. Zde se také nalézá okolo 40 dalších velmi populárních lezeckých vrcholů (Karlspitzen, Totenkirchl, Fleischbank, Predigtstuhl, Goinger Halt, Ackerlspitze, Maukspitze).

### Nejvyšší vrcholy Wilder Kaiser

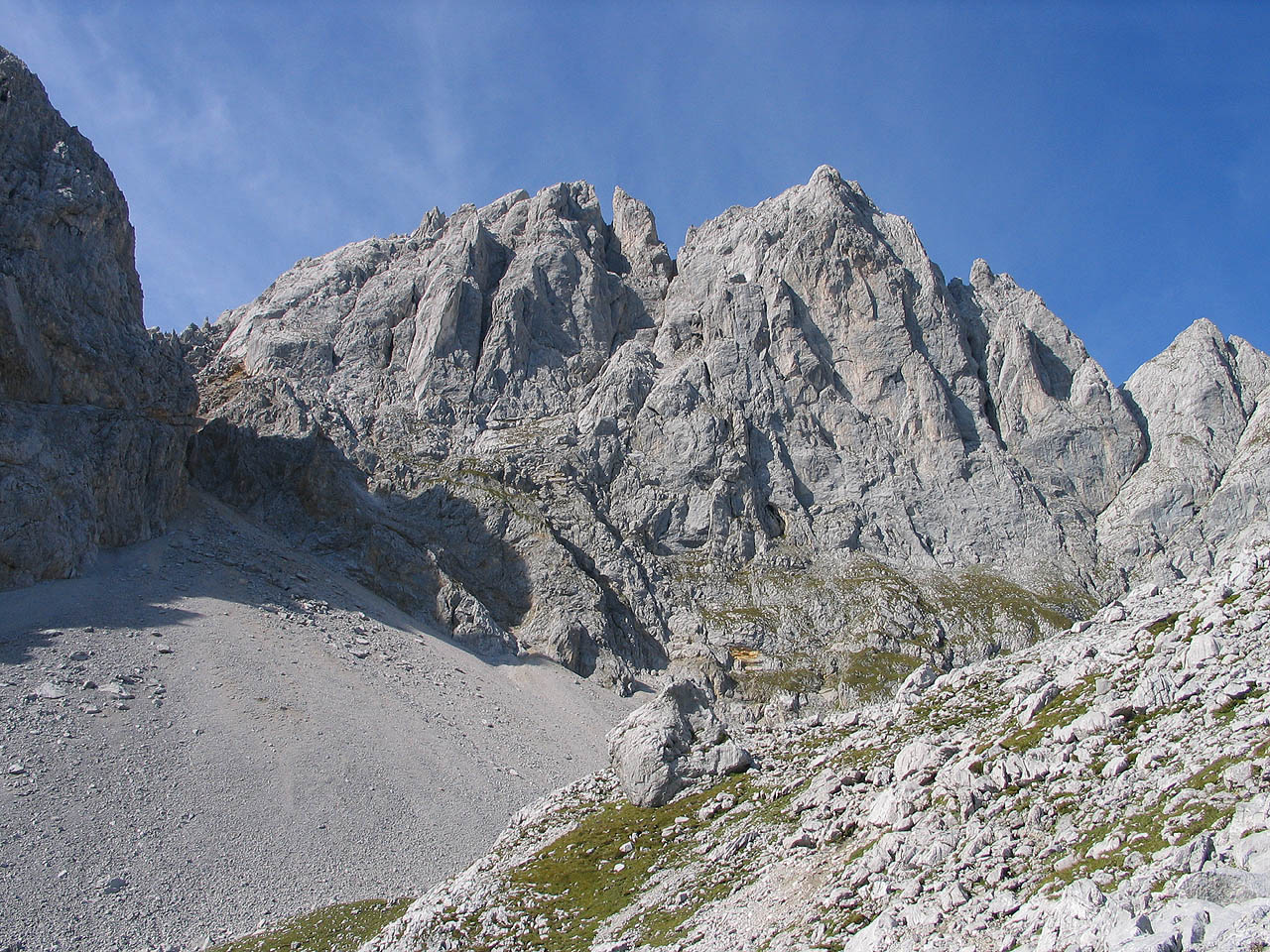
Ellmauer Halt – 2344 m

| - Ellmauer Halt (2 344 m) - Ackerlspitze (2 329 m) - Treffauer (2 304 m) - Gamshalt (2 291 m) - Karlspitzen (2 281 m) - Sonneck (2 260 m) - Regalmspitze (2 253 m) - Goinger Halt (2 242 m) - Maukspitze (2 231 m) - Tuxegg (2 226 m) - Törlspitzen (2 204 m) | - Totenkirchl (2 190 m) - Fleischbank (2 186 m) - Kopfkraxen (2 178 m) - Kaiserkopf (2 164 m) - Hackenköpfe (2 126 m) - Lärcheck (2 123 m) - Predigtstuhl (2 118 m) - Kleine Halt (2 116 m) - Scheffauer (2 111 m) - Mitterkaiser (2 011 m) - Zettenkaiser (1 968 m) |  |

### Nejvyšší vrcholy Zahmer Kaiser
- Vordere Kesselschneid (2 002 m)
- Pyramidenspitze (1 997 m)
- Eisnerkogel (1924 m)
- Jaufenspitze (1890 m)
- Stripsenkopf (1807 m)
- Petersköpfl (1745 m)

## Geologie a vodstvo
Pohoří se geologicky řadí k Severním vápencovým Alpám a je složeno především z vápence a dolomitu. Tzv. Wettersteinský vápenec měl maximální tloušťku kolem 1 000 m což odpovídá nejvyšším skalním zlomům či stěnám v masivu Wilder Kaiser. Mladší dolomit se nachází především údolích. Masiv Kaisergebirge je odvodňován na západě potokem Sparchenbach, na východě je to potok Kaisertalbach, který skrz dolinu Kaiserbachtal teče a na sever do Innu. Mezi vrcholy Fleischbank a Goinger Halten je malá kotlina – ledovec (spíše firnové pole), které při stále stoupajícímu průměru teplot pravděpodobně brzy zmizí. Na západě území se nalézá jezero Hintersteiner See, využívané jako rekreační oblast. Na severu plní tuto funkci jezero Walchsee.

## Příroda a chráněné území
Již ve dvacátých letech 20. století se objevily první hlasy od milovníků přírody pro ochranu jedinečného přírodního prostoru. Původní záměr této ochrany měl zabránit stavbě silnic a lanových drah v oblasti Kaisergebirge. V r. 1961 bylo usnesení odhlasováno v referendu a 19. dubna 1963 bylo chráněné území oficiálně otevřeno. Chráněná přírodní oblast, který zahrnovala všechny vrcholy Wilder i Zahmer Kaiser, měla velikost 102 km² a rozkládala se také na ploše obcí Kufstein, St. Johann in Tyrol, Ebbs, Ellmau, Going, Kirchdorf, Scheffau a Walchsee. Chrání části hor od nadmořské výšky 480 m až po 2 344 m (Ellmauer Halt). V horách existuje pouze jediná lanová dráha a to sedačková lanovka vedoucí do sedla Brentenjoch. Další projekty na stavby lanových drah nebyly pro statut chráněné přírodní oblasti realizovány. Dlouho se také diskutovalo o kontroverzní stavbě jediné silnice, vedoucí do nitra hor (údolím Kaisertal). Dolina Kaisertal byla tak až do roku 2006 jediným obydleným údolím v Rakousku bez spojení silnicí či komunikací. 19. květen 2006 byla zahájena stavba silnice vedoucí z Ebbs. Při tom bylo nutno vybudovat také 813 m dlouhý tunel (Kaisertaltunnel). K ražení tunelu došlo 10. března 2007. Předpokládané dokončení je začátkem roku 2008. Oprávnění k jízdě má zůstat omezené na absolutní minimum. Silnici a tunel budou smět využívat pouze obyvatelé údolí.

### Flora a fauna
Flora a fauna chráněné přírodní oblasti je bohatá. V pohoří Kaisergebirge existuje asi 940 druhů různých kvetoucích rostlin, 38 druhů kapradin a přes 400 druhů mechů. Zdejší lesy jsou také bohaté na výskyt hub (100 druhů) a lišejníků (236 druhů). Pásmo lesů se skládá především z buků, jedlí a smrků. V subalpinském pásmu rostou také jasan a klen, na slunečních stráních roste také olše. Nalezneme zde také porosty pěnišníku. V některých místech roste tráva až k vrcholkům. Hojné zastoupení zde mají motýli. Typičtí zástupci místní fauny jsou mlok, užovka, zmije obecná (neobyčejně barevné varianty). Ve vyšších partiích se dá spatřit kamzík, hranostaj, sněžná myš a zajíc sněžný. Ptačí říši zastupují např. kavka, krkavec, vlaštovka skalní, sýkora alpská atd. Z dravců se zde vyskytují jestřáb  lesní (Accipiter gentilis), krahujec obecný (Accipiter nisus), orel skalní (Aquila chrysaetos), puštík obecný (Strix aluco), kulíšek nejmenší (Glaucidium passerinum) a sýc rousný (Aegolius funereus).

## Historie
První nálezy dokazující lidské osídlení v pohoří Kaisergebirge byly datovány na období před zhruba 4000 až 5000 lety. Jedná se např. o nálezy z doby kamenné v jeskyni Tischofer Höhle. Další nálezy dokládají minulost osadníků žijících v jeskyních z doby bronzové. Dokumentované doklady osídlení Kaisergebirge se dochovaly už z roku 1430. Z tohoto roku se také datuje kupní smlouva statku jménem Hinterkaiser (Zadní císař).
Turismus začíná v Kaisergebirge zhruba ve druhém polovině 19. století. V této době se také povedlo nejvíce prvovýstupů na zdejší hory. Ale toto tvrzení je jen relativní, poněvadž většina vrcholů byla dříve slezena domorodci, kteří tato fakta nijak nedokumentovali. Především v 19. století (za války) se staly vápencové stěny Wilder Kaiser kolébkou německého a rakouského horolezectví.

## Chaty

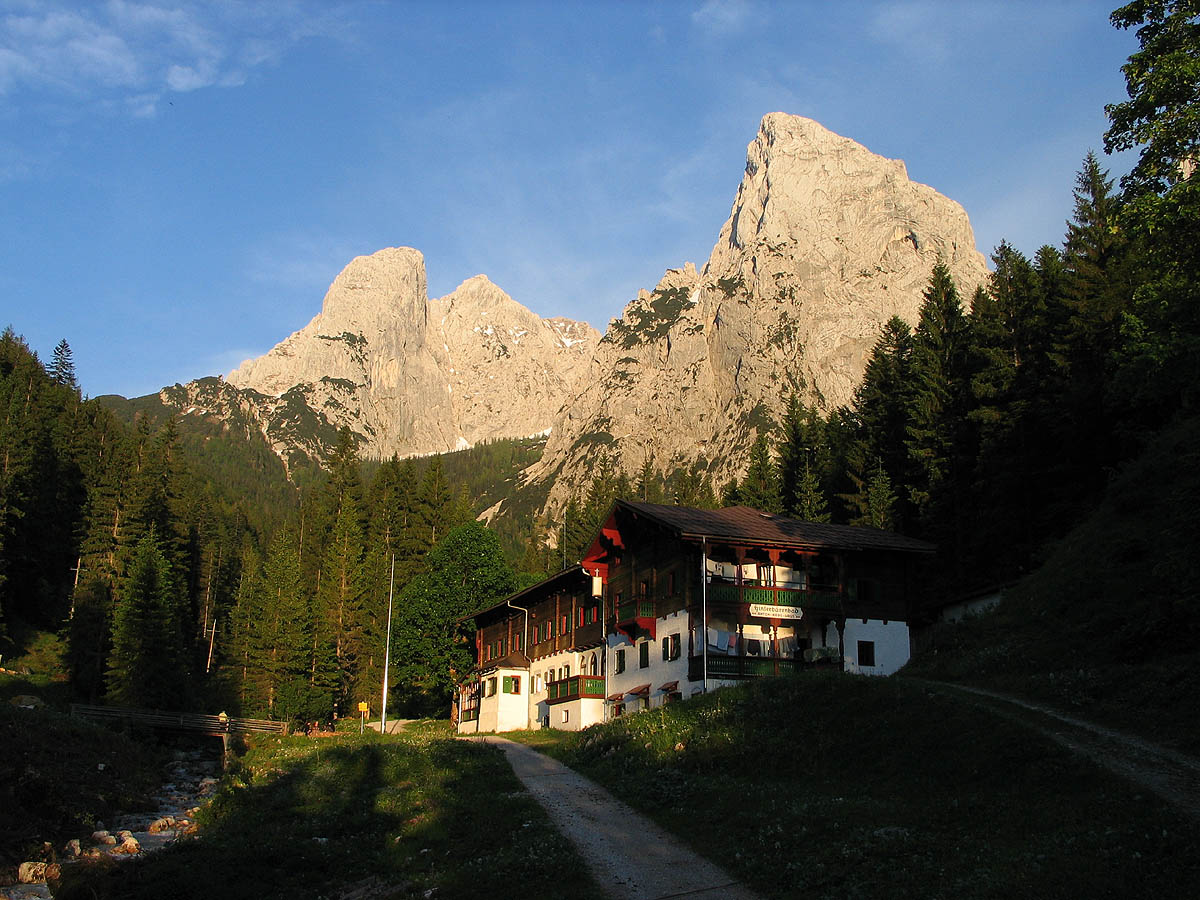
horská chata Anton-Karg-Haus

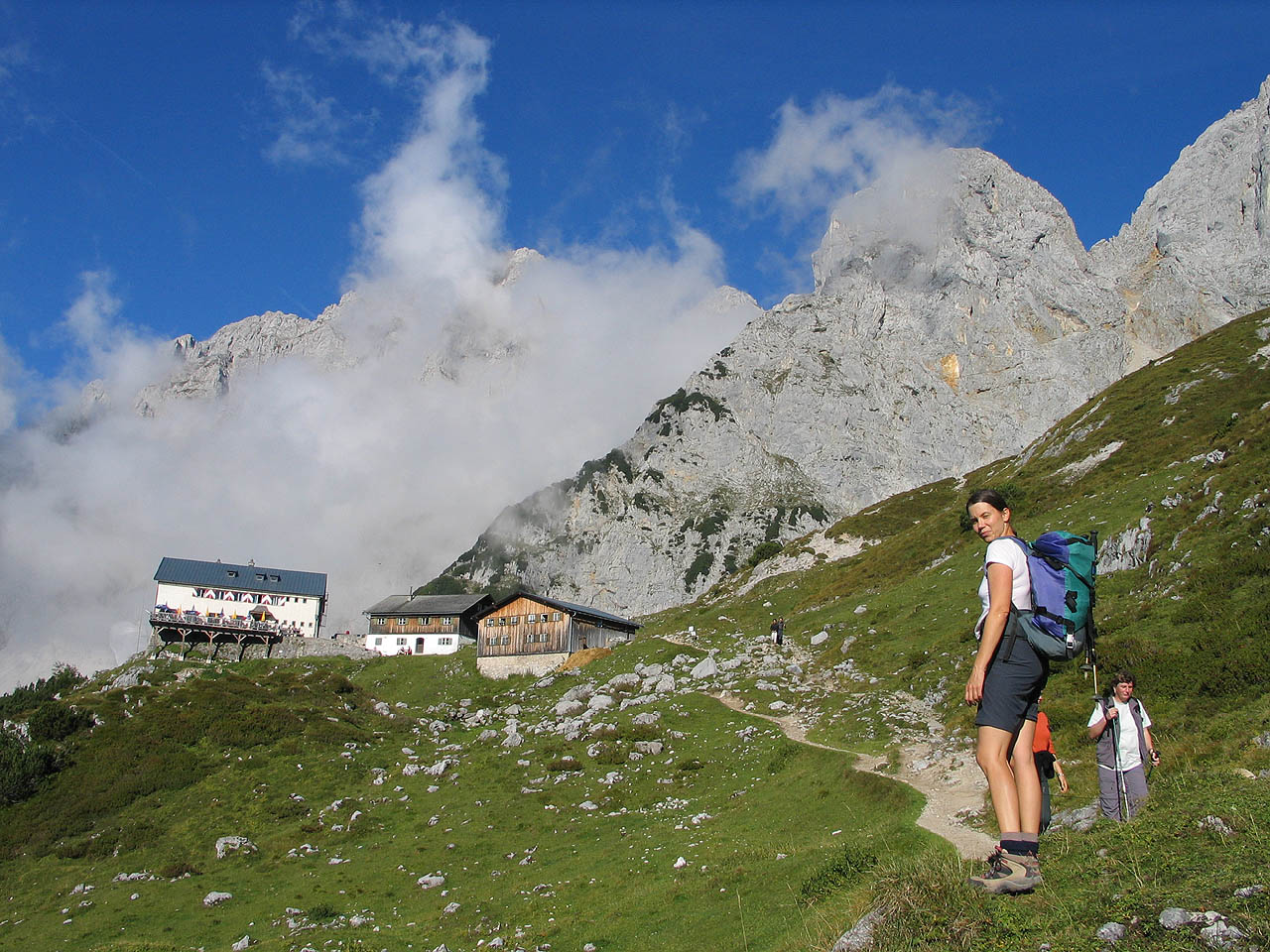
Gruttenhütte

Chaty patřící Alpenvereinu (údaje v závorkách udávají nadmořskou výšku)
- Vorderkaiserfeldenhütte  (1 388 m)
- Anton-Karg-Haus/Hinterbärenbad  (829 m)
- Stripsenjochhaus  (1 577 m)
- Gaudeamushütte  (1 270 m)
- Gruttenhütte  (1 620 m)
- Fritz-Pflaum-Hütte  (1 865 m)
- Ackerlhütte  (1 460 m)

| Soukromé chaty a polany - Aschenbrennerhaus (1 135 m) - Brentenjochhütte (1 272 m) - Hans-Berger-Haus (940 m) - Griesner Alm (1 006 m) - Kaindlhütte (1 318 m) - Pfandlhof (980 m) - Riedlhütte (1 224 m) - Rietzaualm (1 200 m) - Veitenhof (900 m) - Walleralm (1 171 m) - Wochenbrunner Alm (1 084 m) |

### Externí odkazy

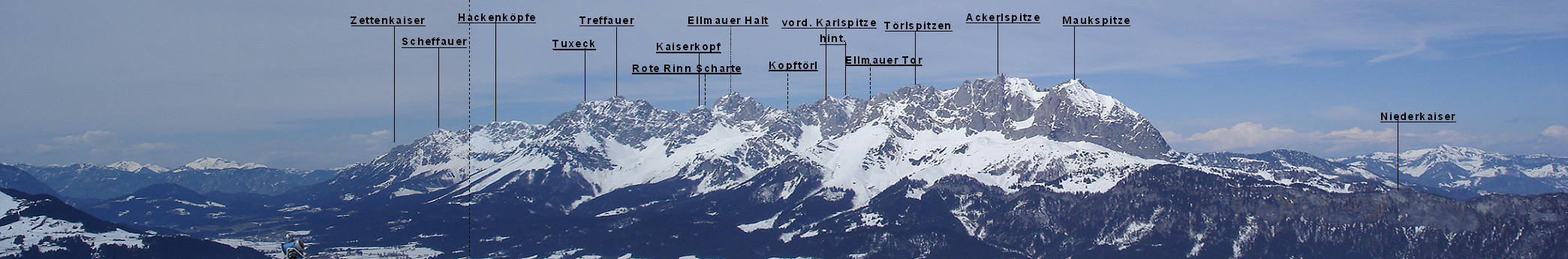
Kaisergebirge od jihu